# Haag an der Amper
Haag an der Amper là một đô thị thuộc huyện Freising trong bang Bayern nước Đức. Đô thị Haag an der Amper có diện tích 21,7 km², dân số thời điểm 31 tháng 12 năm 2006 là 2881 người.